# Gaston Godel
Gaston Godel (Givisiez, 19 agosto 1914 – Domdidier, 17 febbraio 2004) è stato un marciatore svizzero.

## Palmarès

### Olimpiadi
- Argento a Londra 1948 nella marcia 50 km.